# あかねSAL☆
『あかねSAL☆』（あかねサル）は、原作岡田惠和、漫画なかはら★ももたによる日本の漫画。『Kiss』（講談社）。2006年No.20～22、24号、2007年No.1～2、4～6、8～10、12～14、16～18、20～22号、2008年NO.1～3号に掲載。単行本全4巻。

## あらすじ
就職活動もせず、カラッポな毎日を送っていた茜。今はアイドルのマネージャーで、かつて小学校時代のサッカー仲間であった憧れの翼くんに「アイドルグループの中に入ってくれない？」と誘われ浮かれるが、それは芸能人フットサルチームの助っ人だった。

## 登場人物

### FROZEN★Frontier（アイドルグループ：フロ☆フロ）の助っ人
田丸 茜（たまる あかね）
背番号7。21歳。大学3回生。自分の将来像が描けず、自堕落で中途半端なキャンパスライフを送っていたが小学生時代のサッカーのチームメイト・相田翼からアイドルフットサルチームの助っ人にスカウトされる。
鶏丸 みつこ（とりまる みつこ）
背番号1→0。21歳。大学3回生。茜の大学での親友。高校時代にハンドボール部のゴールキーパー経験(部の主将も兼任)があった為、連ドラの撮影で出場出来ない正ゴレイロの真朝に代わってゴレイロとして茜に無理やり試合に出場させられるハメに。
大学の就職説明会にも出ず非現実的な夢ばかり追い続け、フットサルにうつつをぬかす茜に常々苦言を呈し、時には就職説明会に強引に引きずって行くなど苦労が絶えない。実家が旅館を営んでいる為、ホテルに就職しそこで修業してゆくゆくは実家の旅館の女将を継ぐという青写真を持っている。

### FROZEN★Frontier（アイドルグループ：フロ☆フロ）
船谷 ミヤビ（ふなたに みやび）
背番号10。20歳。アイドルグループ・フロ☆フロのリーダーで最年長。唯一のサッカー経験者(むかし兄と一緒にサッカーをやっていた)。女子からの人気が高いクールビューティー。
森野 みつみ（もりの みつみ）
背番号3。18歳。アイドル志望の女の子でキュートなマスクに似合わず、Fカップの持ち主。おとなしそうで意外とガッツがある。
上田 あやか（うえだ あやか）
背番号11。18歳。女優志望のモデル系美人。身長170cmでフロ☆フロ一の長身。勉強家で何事も知識を得てから行動するタイプ。
藤井 真朝（ふじい まあさ）
背番号1。17歳。少々トロくて不思議系のメガネっ娘。意外にもポジションは鋭い反射神経の必要なゴレイロ(サッカーで言うゴールキーパー)。バレーボール経験者。
犬塚 れいあ（いぬづか れいあ）
背番号8。16歳。フロ☆フロの最年少の元気いっぱいのヤンキー系。家庭環境が複雑なので芸能界での成功を夢見るハングリーな娘。
成岡 舞葉（なるおか まいは）
背番号9。16歳。オーディションで入団した新メンバー。フットサルはアイドルになる為の手段に過ぎないと割り切っているところがある。

### 芸能事務所ONOエージェンシー
相田 翼（あいだ つばさ）
21歳。小学生時代に茜が憧れたサッカーチームのチームメイト。現在は芸能事務所ONOエージェンシー でアイドルグループ：フロ☆フロのマネージャー。メンバーのミヤビと極秘恋愛中。
社長（しゃちょう）
芸能事務所・ONOエージェンシー の社長で気分屋で結果オーライな性格である。一応チームの監督をしている。

### その他
菊池 美姫（きくち みき）
チーム：J・J(JEWEL JULIETA)背番号10。
山崎（やまざき）
クラブチーム・横浜マリンレディースのキャプテン。背番号10。ブラジルに留学経験がある。茜をマリンレディースに来るよう誘う。
鶏丸 みつこの母（とりまる みつこのはは）
鶏丸旅館の女将。

### 田丸家
茜の父（茜のちち）・茜の母（茜のはは）・茜の妹（茜のいもうと）
茜の大学卒業後の将来を心配している。

## 単行本
- KC KISS講談社全4巻
  - 1巻　: ISBN 978-4-06-340640-5
  - 2巻　: ISBN 978-4-06-340659-7
  - 3巻　: ISBN 978-4-06-340675-7
  - 4巻　: ISBN 978-4-06-340693-1